# Metal
Metal (englisch für „Metall“) ist eine Musikrichtung und eine gleichnamige Szene. Die Bezeichnung ist die Kurzform des Begriffs Heavy Metal, der heute vornehmlich die ursprüngliche Form dieser Musik bezeichnet. Ihre Ursprünge liegen im Bluesrock und dem Hardrock Anfang der 1970er Jahre; sie zeichnet sich vor allem durch eine gitarren- und schlagzeugzentrierte Klangfarbe aus.
Seit den 1980er Jahren haben sich zahlreiche Substile etabliert, besondere Verbreitung fanden zum Beispiel Black Metal, Death Metal oder Power Metal. Mit zunehmender Stilvielfalt verbreiterte sich auch das Spektrum musikalischer Techniken immer weiter, die Bandbreite reicht von extrem einfach gehaltenen, meist rhythmisch sehr treibenden Liedstrukturen bis zu komplexen Kompositionen mit Parallelen zur klassischen Musik, von gutturalem Gesang bis zu opernartigen Gesangstechniken, von extrem langsamen bis zu rasant schnellen Rhythmen. Ähnlich vielfältig sind die lyrischen und gestalterischen Themen der Metal-Szene, die von reiner Fantasy über Hassorgien, Religion, Melancholie bis zur politischen Gesellschaftskritik reichen.
Dominant war lange Zeit vor allem der englische Sprachraum, später konnten auch deutsche, vor allem aber in den 1990er Jahren skandinavische Bands stilprägend werden. Heutzutage ist Metal eine internationale Musikform, neben nordamerikanischen und europäischen Bands konnten auch Bands aus Brasilien, Japan, Israel, China, Ägypten oder Australien internationale Erfolge erzielen.

## Musikalische Merkmale
Metal kann als „Austreibung des Blues aus dem Rock“ definiert werden. Musikalisch zeigt der Metal sowohl Einflüsse aus der klassischen als auch der Unterhaltungsmusik, wobei deren Anteile in den einzelnen Subgenres variieren und der Metal bis auf kurze erfolgreiche Phasen nicht als populäre Musik definierbar ist. Neben der Musik geben viele Künstler aber auch ihren Albencovern und ihren Shows ein Augenmerk, so dass den Metal auch eine visuelle Komponente prägt.

### Instrumentierung
Metal wird nur selten von Einzelkünstlern, sondern primär von Bands mit häufig drei bis fünf Mitgliedern vorgetragen. Die Standardbesetzung bilden hier Schlagzeug (oft mit Doublebassdrum), E-Bass, Rhythmusgitarre, Leadgitarre und Gesang, welcher manchmal auch von einem der Instrumentalisten übernommen wird. In einigen Subgenres werden außerdem beispielsweise Keyboards bzw. Synthesizer und Sampler, vereinzelt auch Turntables eingesetzt, allerdings selten als Lead-Instrument. Auch andere Instrumente werden häufig eingesetzt, so sind zum Beispiel Flöten oder Geige beziehungsweise Fiddle oft das Lead-Instrument im Folk Metal. Selten werden auch die einzelnen Besetzungen in der Band vervielfacht, zum Beispiel mehrere Sänger mit jeweils verschiedenen Gesangsstilen oder zwei Drummer beziehungsweise zusätzliche Perkussionisten.
Die E-Gitarren spielen im Metal eine Schlüsselrolle. Hohe Verstärkung, Verzerrung, ein Equalizer, der die Höhen sowie die tieferen Bässe betont, und auch einige andere elektronische Effekte gelten als obligatorisch, und schaffen eine insgesamt druckvolle Klangfarbe. Für den druckvollen Klang besitzen die Gitarren in der Regel Humbucker. Gelegentlich verwenden Bands siebensaitige Gitarren, darunter Morbid Angel, Dream Theater und Korn. Es kommen aber auch Bands vor, welche auf Gitarren verzichten und stattdessen verzerrte Bässe wie eine Gitarre verwenden, eine Band ist die griechische Black-Metal-Band Necromantia, die unter anderem einen achtsaitigen Bass benutzt. Gitarrensoli sind in den meisten Substilen des Metal ebenfalls eine Selbstverständlichkeit. Oft verwendete Techniken sind hier Sweep Picking und Tapping, und im Allgemeinen spielt Virtuosität in Form hoher Spielgeschwindigkeit eine wichtige Rolle.
Der Gesang reicht in den einzelnen Metal-Stilen von klarem Gesang in den traditionelleren Metal-Stilen über Sprechgesang (größtenteils im Nu Metal) bis hin zu verzerrtem Gekrächze und gutturalem Gesang (Growling, Shouting und Screaming) im Black oder Death Metal. Vor allem bei letzteren Stilen ist es oft schwer, die Texte zu verstehen. Der cleane, das heißt saubere, Gesang ist nicht selten sehr hoch (vor allem beim Power Metal) bis teilweise sogar zum Falsett.

### Melodik und Harmonik

Beispiel eines typischen Metal-Riffs mit äolischer Progression in I-VI-VII (Am-F-G): Das Haupt-Riff von Judas Priests Breaking the Law

Ein Merkmal des traditionellen Metal, der das Genre von anderen der Rockmusik entstammenden Musikstilen unterscheidet, sind modale Skalen, auch bekannt als Kirchentonleitern – beispielsweise verwenden Metallica sehr häufig den phrygischen Modus. Insbesondere der Äolische Modus und andere Molltonarten dominieren viele Lieder. Konkret zeigt sich das in Chordprogressionen wie I-VI–VII, I-VII-(VI) oder I-VI–IV-VII oder manchmal I- minor V-I, z. B. Judas Priest – Breaking the Law (Haupt-Riff: I-VI-VII), Iron Maiden – Hallowed Be Thy Name (Hauptrhythmusmuster: I-VI-VII), Accept – Princess of the Dawn (Haupt-Riff: I-VI-VII).
Neben modalen Skalen fließen oft auch andere Tonleitern in die Soli und Melodien ein. So spielen viele klassisch inspirierte Gitarristen in Harmonisch Moll (beispielsweise Yngwie Malmsteen oder Uli Jon Roth). Ebenfalls sehr beliebt sind die Pentatonik und auch die Bluestonleiter. Einige Gitarristen benutzen die Tonleitern in melodischen Licks über modalen Akkorden, z. B. Tony Iommi, Ritchie Blackmore, K. K. Downing, Glenn Tipton und Wolf Hoffmann. Obwohl ein sehr simples System, setzen Gitarristen wie Zakk Wylde und Angus Young die Pentatonik in vielfältiger Weise ein. Es ist erwähnenswert, dass Metal vom Hard Rock insbesondere dadurch unterschieden wird, anstelle der Blues-Skala besagte andere Tonleitern zu verwenden.

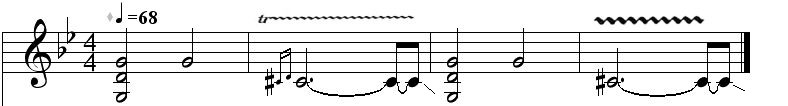
Beispiel einer harmonischen Progression mit Tritonus (G-C#): Das Haupt-Riff des Liedes Black Sabbath

Ein harmonisches Markenzeichen vieler Metal-Stile ist der Gebrauch spannungsreicher Tonbeziehungen, wie z. B. der Chromatik oder – wie viele Musiker und Experten herausgestellt haben – des Tritonus. Letzteres dissonante Intervall wurde in der mittelalterlichen Musik strikt vermieden. Es wurde von Mönchen als Diabolus in musica (lat. ‚Teufel in der Musik‘) bezeichnet, da es dem Hörer im Allgemeinen einen „bedrückenden“, „erschreckenden“ oder „bösen“ Klang suggeriert, weswegen Künstler es in Riffs und Soli ausgiebig nutzen.
Metal benutzt extensiv den Orgelpunkt als harmonische Basis. Ein Orgelpunkt ist eine anhaltende oder rhythmisch wiederholte Note, typischerweise im tieferen Tonbereich, über welcher in einem anderen Tonbereich eine oder mehrere freie Harmonien gespielt werden. Metal-Riffs bauen häufig auf einer persistent wiederholten Note auf, die auf den unteren Saiten der Gitarre oder des Basses gespielt wird (meistens E-, A- oder D-Saiten). Anders ausgedrückt: Eine bestimmte Bassnote wird andauernd wiederholt, während einige unterschiedliche Akkorde gespielt werden, die diese Bassnote normalerweise nicht enthalten würden. Z. B. das Eröffnungsriff von Judas Priests You’ve Got Another Thing Comin’ – hier spielt eine Gitarre den Orgelpunkt in F#, während die andere die Akkorde spielt. Im Black Metal wird der Orgelpunkt vorzugsweise vom Bass, seltener von der Gitarre selbst gespielt.
Ein harmonisches Genremerkmal bilden Powerchords. Sie bestehen aus einer Basisnote und einer reinen Quinte, zuzüglich der Basisnote eine Oktave höher. Manchmal werden auch andere Powerchords mit einem anderen Intervall statt der traditionellen reinen Quinte verwendet, z. B. mit der reinen Quarte, der kleinen oder großen Terz, der verminderten Quinte oder der kleinen Sexte.

### Rhythmus und Tempo

Wechselnde Taktarten in Metallicas Titel One – Der Titel beginnt mit einer gezupften Akustikgitarre im ^{4}/_{4}-Takt und geht über den ^{2}/_{4}-Takt und den ^{3}/_{4}-Takt in Powerchords im 6/4-Takt über, um dann wieder in den 3/4-Takt zu wechseln.

Im Metal wird hauptsächlich der 4/4-Takt verwendet, andere Taktarten sind aber keinesfalls ausgeschlossen. So wechselt der Takt in Metallicas Lied One (siehe Noten) mehrere Male. Metal-Balladen stehen mitunter im 6/8-Takt, nicht zuletzt weil dieser Takt sich gut für Akkordzerlegung (Arpeggi) eignet (siehe Nothing Else Matters von Metallica).
Je nach Genre werden unkonventionelle Rhythmen als wichtiges Stilelement angesehen. Insbesondere im Progressive Metal sowie im Teilen des Death Metal werden häufig Tempo und Taktart gewechselt. Auf diese Weise wirken die Lieder manchmal (gewollt) uneingängig. In einigen Genres wie Mathcore sind komplexe Taktschemata neben Dissonanz stilprägend.
Ein bestimmendes Merkmal des Metal sind Staccatorhythmen, häufig durch Palm Muting (das teilweise Abdämpfen der Saiten mit der Schlaghand) realisiert. Die rhythmischen Figuren des Metal sind typischerweise relativ lang.
Die Länge und der Aufbau eines Metal-Stücks kann stark variieren und hängt vom Genre ab; Grindcore-beeinflusste Bands schreiben eher kürzere Titel, die mitunter weniger als eine Minute lang sind. Die Band Napalm Death hält mit dem nur knapp über eine Sekunde langen Lied You Suffer den Rekord des kürzesten Lieds der Welt. Im Bereich von Progressive Metal, Doom Metal, Post-Metal, Black Metal und Pagan Metal sind Lieder anzutreffen, welche über eine halbe Stunde andauern und aus sich langsam aufbauenden Passagen bestehen. Ein Beispiel dafür ist das Album Viides Luku – Hävitetty der Band Moonsorrow, welches zwei etwa halbstündige Stücke beinhaltet. Die Alben der japanischen Doom-Band Corrupted enthalten regelmäßig über 30 Minuten lange, gelegentlich auch nur einen einzigen, über 70 Minuten langen Titel. Weitere Bands mit über 20 Minuten langen Liedern sind die Progressive-Metal-Band Dream Theater sowie die Ein-Mann-Band Paysage D’Hiver, welche extremen Metal mit langen Ambient-Passagen verbindet.

## Lyrische und gestalterische Themen
Als lyrische und gestalterische Themen der Metal-Szene werden in Szenedarstellungen einige inhaltliche Komplexe benannt, welche sich in vielen Subströmungen wiederfinden. Diese werden von Künstlern in der Metal-Szene propagiert, von Fans aufgegriffen und rezipiert und dienen als weitere szeneinterne Anknüpfungspunkte untereinander. Die meisten dieser Kerntopoi finden sich in den Gestaltungen von Tonträgern, Werbungen, Bühneninszenierungen, Musikvideos und Liedtexten unterschiedlicher Szeneakteure sowie in den häufig auf solche Elemente rekurrierende Textilien und Aufnäher.
Als die Vergemeinschaftungspraxis der Szene mitbestimmenden, thematischen Schwerpunkte gelten Auseinandersetzungen mit der Figur des Teufels, inklusive diverser Formen des Okkultismus, literarischen Gattungen wie Fantasy und Horror, der Vormoderne oder als negativ wahrgenommene Emotionen wie Hass und Wut oder Angst, Grauen und Trauer. Den negativ wahrgenommenen Emotionen stehen besonders die als dionysisch genannten Themen Sexualität, Drogen- und Alkoholkonsum sowie Partybeschreibungen gegenüber. Dabei kann eine solche Auflistung weder als exklusiv noch als absolut betrachtet werden. Weitere Themen können bei einzelnen Interpreten, Stilrichtungen, Peers oder Szene-Subströmungen von immanenter Bedeutung sein, während sich kaum eine Szeneströmung oder Stilrichtung allen Themen widmet.

## Geschichte
Die Geschichte des Metals bildet mit jener der Metal-Szene eine ineinander greifende Einheit kultureller und musikalischer Entwicklungen. Während Darstellungen der musikalischen Entwicklung meist mit dem Ende der 1960er Jahre beginnen, werden Aufbereitungen der kulturellen Entwicklung hingegen in den frühen 1980er Jahren begonnen.
Die Geschichte des Metals und der Metal-Szene ist geprägt von der stetigen Neuverhandlung und Neubesetzung des Begriffes Metal und des differierenden Verständnisses der entsprechenden Musik. Entlang des Diskurses um die Authentizität neuer Ausprägungen wurde die Zugehörigkeit entsprechender Interpreten und Fans zu einer gemeinsamen Kultur anhaltend in Frage gestellt und diskursiv erschlossen. Insbesondere entlang dieser Fragestellung entstanden manche der Strömungen als Abgrenzung zu temporär populären Entwicklungen im Metal. So ist die Black-Metal-Szene im Kontrast zum Death Metal und der mit einem entsprechenden Selbstverständnis einhergehende True Metal im Kontrast zu popkulturellen Derivaten wie dem Glam Metal entstanden. Ausgehend von mitunter regional geprägten Entwicklungen der Szene entstanden so seit den 1980er Jahren stetig neue Spielweisen, die häufig eigene Subszenen ausbildeten und weitere Entwicklungen forcierten. Seither werden entlang dieser Entwicklungen Definitionen des gesamten Spektrums der Musik, der vollständigen Szene sowie der Subszenen und ihre präferierten Musikstile aus der Szene heraus und in der Forschung zur Szene fortwährend verhandelt. „Welche Subfelder zum Metal gerechnet werden und welche nicht, ist ebenso je nach Standpunkt unterschiedlich wie das Zuordnen einzelner Bands zu einem Subfeld.“ Viele seither neu entstandene Musik-Strömungen brachten musikalische Aspekte, teils anderer Subkulturkreise, in die Szene ein oder generierten aus anderen Bezügen neue. Häufig wurden mit dem Aufkommen neuer Subströmungen ältere, zuvor in Frage gestellte Strömungen von der Szene akzeptiert.
So erfuhr der Glam Metal durch den Erfolg des Grunge Akzeptanz im Metal. Andere Strömungen wie der Thrash Metal wurden nach kurzem Widerstand als Szeneaspekt angenommen. Viele dieser Subströmungen entstanden parallel zueinander und entwickelten sich gelegentlich unabhängig voneinander weiter, woraus eine immense Fülle an Stilrichtungen mit eigenen Betitelungen und zum Teil eigenen Fankreisen unter dem Begriff Metal subsumiert wird. Hinzukommend entstanden Musikrichtungen und die sich auf diese berufenden Szeneströmungen häufig zeitversetzt zueinander.
Kartographie- und Überblicksversuche sind häufig unvollständig und meist von subjektiven Einschätzungen geprägt. Stilbegriffe wie Post-Metal, Gothic Metal stehen indes in einer binären Funktion sowohl einen konkreten und oft eng definierten Stil wie auch einen groben Oberbegriff zu betiteln, weitere Stilausprägungen werden indes unter mehreren Begriffen geführt. Einige Begriffe wie White oder Black Metal beschreiben primär lyrische beziehungsweise ideologische Schwerpunkte anstatt oder nebst musikalischer Variationen.